# براندون مان
براندون مان (بالإنجليزية: Brandon Mann)‏ هو لاعب كرة قاعدة أمريكي، ولد في 16 مايو 1984 في تاكوما في الولايات المتحدة.

## وصلات خارجية
- براندون مان على موقع دوري كرة القاعدة الرئيسي (الإنجليزية)
- براندون مان على موقع الدوري الياباني لكرة القاعدة (الإنجليزية)
- براندون مان على موقعبيزبول رفرنس.كوم (الدوري الرئيسي) (الإنجليزية)
- براندون مان على موقعبيزبول رفرنس.كوم (الدوري الثانوي) (الإنجليزية)
- براندون مان على موقع إي إس بي إن.كوم (أم.أل.بي) (الإنجليزية)